# Montecristo (eiland)
Montecristo is een klein Italiaans eiland in de Tyrreense Zee. Het ligt voor de kust van Toscane, halverwege het eiland Corsica, en is het meest zuidelijke eiland van de provincie Livorno. De grootste doorsnede bedraagt ruim 4 kilometer.
Montecristo is onderdeel van de Toscaanse Archipel. Het eiland is in 1970 door de Italiaanse regering aangewezen als natuurgebied en mag niet zonder toestemming worden betreden. Het is dan ook onbewoond en de enige bebouwing bestaat uit de ruïne van een 13e-eeuws klooster dat in 1553 door zeerovers werd verwoest en een paar 19e-eeuwse gebouwen waaronder een villa, een museum en een botanische tuin.
Montecristo is bekend van het boek De graaf van Monte-Cristo door Alexandre Dumas. In 1896 was Montecristo het reisdoel van de huwelijksreis van Victor Emanuel III en Helena Petrović-Njegoš.

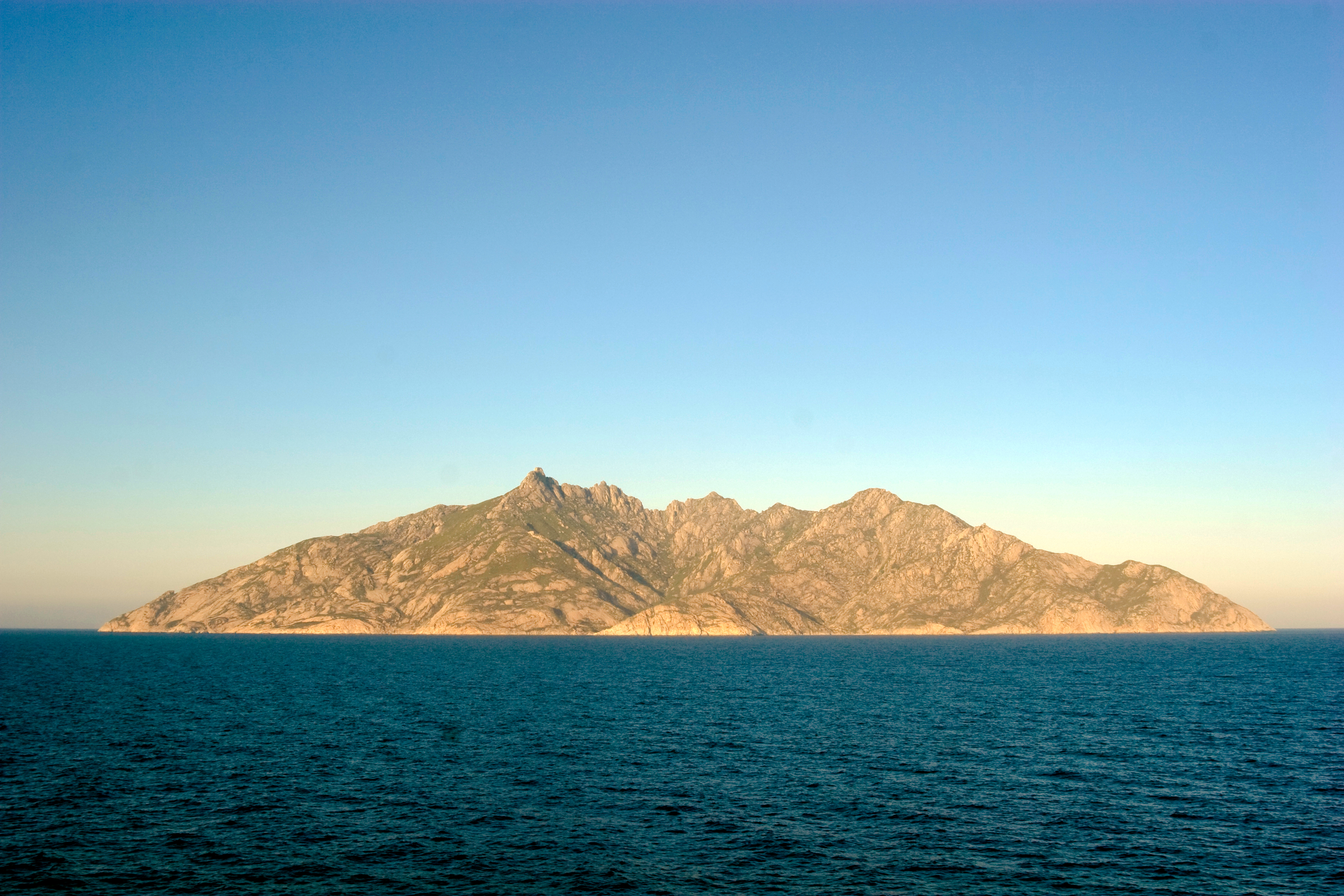
Montecristo vanaf het water

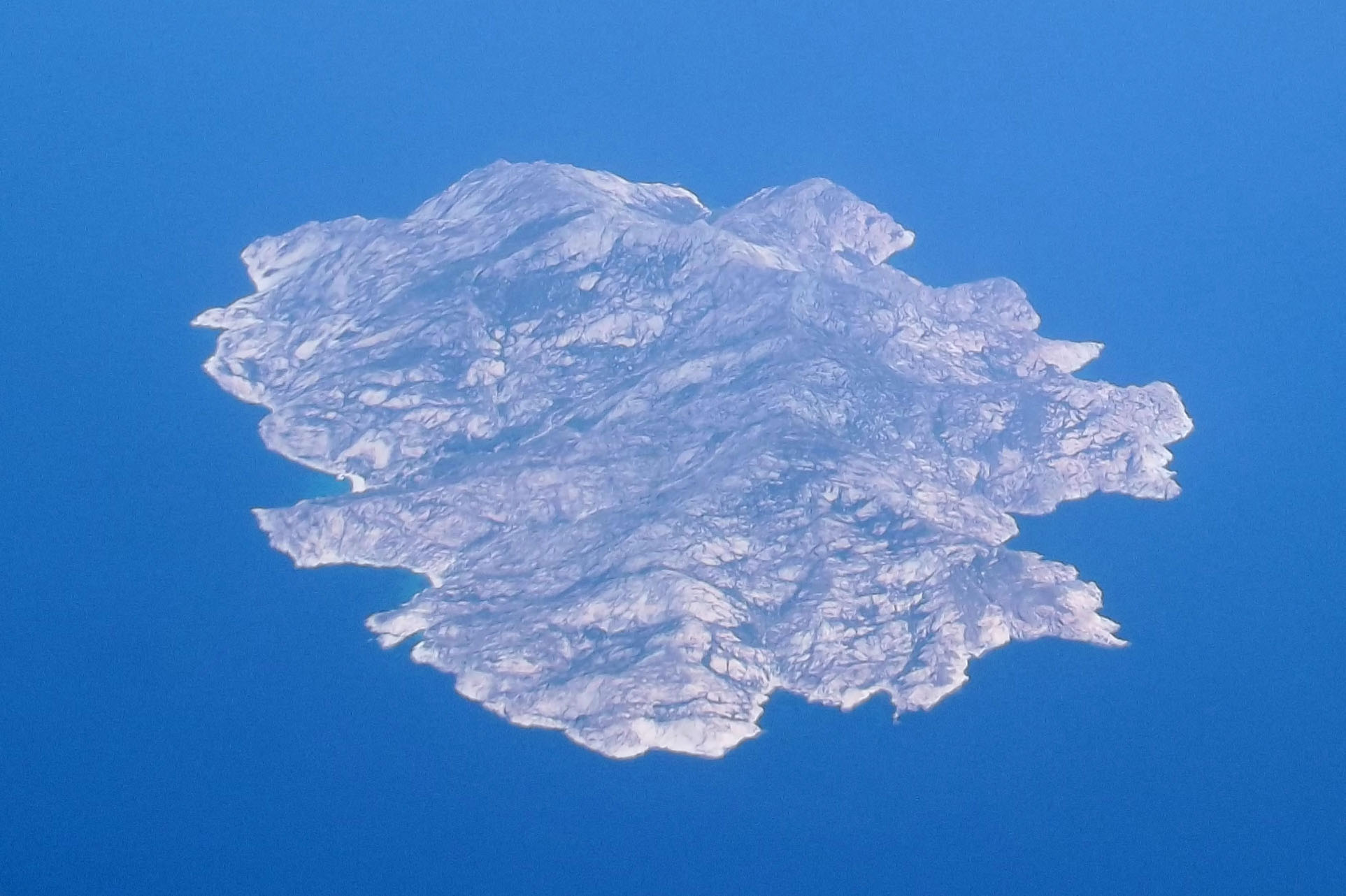
Montecristo vanuit de lucht